# Districte de Taungoo
El districte de Taungoo (Taung-ngu o Taungngu) és una divisió administrativa de Birmània, a la divisió de Bago. La superfície és de 10.645 km² i la població estimada el 2003 d'1.063.798 habitants.
Administrativament està constituït per sis townships:
- Taungoo
- Yedarshe
- Kyauk Kyee
- Hpuy
- Ok-Twinn
- Htan-Ta-Bin

## Història
Segons les històries escrites en fulles de palmera, Asoka havia enviat algunes relíquies de Buda per guardar les quals es van erigir unes pagodes, però això és dubtós i posteriorment hi ha un silenci total fins al final del segle xii. El 1191, Na-ra-pa-di-si-thu, rei de Pagan, un sobirà molt religiós, va baixar per l'Irauadi i va arribar a la mar, i després va entrar pel Sittaung i va pujar fins a Taung-ngu buscant les pagodes erigides suposadament feia 1500 anys; quan les va trobar les va restaurar i va nomenar un governador el que indicaria que en aquest temps la zona fou domini de Pagan. Un successor del governador va establir la seu de govern a la riba del Swa a uns 30 km al nord de la moderna Taung-ngu.
El país va prosperar fins al 1256 quan Wa-ri-yu, el rei de Martaban, va marxar al nord i va envair Taung-ngu, i va fer presoner a Tha-won-lek-ya; el va enviar a Byu, un poble a uns 25 km al sud de Shwe-gyin. Els seus dos fills el 1279 van construir una ciutat als turons, anomenada Taung-ngu, de "taung" que vol dir "turó" i ngu que vol dir projecció". Al mateix temps que els dos prínceps fundaven Taung-ngu un home anomenat Karen-ba va establir una població a la riba oriental del Sittaung que fou anomenada Karen-myo o Ciutat de Karen. Els dos germans van entrar en contacte amb Karen-ba i van acordar fundar conjuntament una nova ciutat, cosa que van portar a terme el 1299, i que es va dir Da-nya-wa-di. Tha-won-gyi fou declarat rei, el seu germà Tha-won-ngay hereu i Karen-ba primer ministre. La decadència de Pagan va afavorir al nou regne que es va poder consolidar.
Tha-won-gyi fou assassinat el 1317 pel seu germà Tha-won-ngay, que va pujar al tron i va morir el 1324; llavors Karen-ba va usurpar el tron; va morir el 1342, i el va succeir el seu gendre Lek-ya-ze-ya-thin-gyaw, del que va passar al seu germà petit Tauk-lek-ya el 1344, però fou enderrocat dos anys després per l'usurpador Thin-pan-ka; aquest va morir el 1363, i el va succeir el seu fill Pyaw-kyi-gyi, que quan va morir el seu pare estava a la cort del rei de Pegu. El nou sobirà va entrar en aliança amb el rei de Pegu (rei dels talaings o mons) llavors enfrontat als reis d'Ava i Prome, aquest darrer independitzat poc abans. Convidat Pyaw-kyi-gyi a anar a Prome fou assassinat en aquesta ciutat però el seu fill Pyaw-kyi-ngay i el seu nebot Saw-ka-det, que l'havien acompanyat, es van poder escapar i al cap de tres mesos van recuperar el tron de mans del regent, que aprofitant les circumstàncies havia usurpat el poder.
Pyaw-kyi-ngay fou proclamat rei el 1370 i el 1374 el va succeir Saw-ka-det, que fou odiat pel seu poble i assassinat el 1378 per un pun-gyi o sacerdot que es va apoderar de la corona. Els súbdits xans es van revoltar i es van apoderar de Taung-ngu aprofitant l'absència del rei que havia anat a Ava; el rei va retornar i va recuperar la capital i va fer matar tots els xans. El 1392 el va succeir el seu fill Saw-u, que al cap d'un any fou deposat pel rei d'Ava que va posar al tron a un tal Ta-ra-pya.
Un successor d'aquest (de nom Sawlutpinkara) això no obstant, va declarar la guerra a Ava i va conquerir diversos regnes feudataris d'aquest. Uns anys més tard es va aliar amb el rei de Pegu el gran Ra-za-di-rit, al que va donar la seva filla en matrimoni, i el 1417 els dos sobirans van atacar Prome; l'exèrcit de Taung-ngu, amb 20.000 soldats, 1000 cavallers i 200 elefants, sota la direcció de Thamaing Pa-yun, va creuar les muntanyes Pegu Yoma; l'exèrcit de Pegu amb 5000 homes i 700 bots sota la direcció de Ba-nya Pa-thein, va pujar l'Irauadi. Prome fou conquerida i es va fer un gran botí incloent un elefant blanc reial. Posteriorment, després de la mort de Sawlutpinkara, els reis de Toungoo van haver de pagar tribut als reis d'Ava o de Pegu.
Fins al segle xvi la història fou una continuada interferència al regne dels reis d'Ava i de Pegu, i els reis de Taung-ngu foren poc més que governadors una vegada nomenats per un i altres per l'altre. Amb el rei Mingyinyo l'exèrcit de Pegu fou derrotat i vers el 1485 la capital fou traslladada al lloc de la moderna Taung-ngu; la independència del regne va quedar assegurada amb la conquesta d'Ava el 1526. Mingyinyo foiu succeït per Tabinshweti, que per tres vegades va envair el regne dels talaings de Pegu i finalment va conquerir la ciutat el 1538 i fou proclamat rei de Pegu. Va construir el Palau Daurat de Taung-ngu del que queden les ruïnes, i la pagoda Shwe San-daw Pagoda. Més tard es va estendre a Prome i Martaban i Toungoo fou deixada com un regne vassall. El rei de Toungoo va aprofitar l'ensorrament del regne de Pegu per fer-se independent el 1596. El rei de Pegu va morir el 1606 i fou succeït pel seu fill Nat-shin-naung-thi-ri-maha-dhamma-raza. Pegu fou assolat i tal com el poder d'aquest regne minbava el dels birmans augmentava. Felipe de Brito i Nicote es va apoderar de territoris al delta en nom del rei d'Arakan (1599), i després es va fer independent (1603) i va fer aliança amb el rei de Portugal (1605) i amb Maha-thi-ha-thu-ra-dhamma-raza de Pegu, però enfrontat a Nat-shin-naung-thi-ri-maha-dhamma-raza (Mahadhammaraza), va conquerir Taung-ngu. Pegu fou conquerit pels birmans el 1612. Finalment el 1613 el rei Anaukpetlun d'Ava va conquerir la ciutat de Syriam, la capital de Brito, al que va executar i empalar i els portuguesos capturats vius foren enviats a la capital com esclaus. Taung-ngu ja no va tornar a ser independent excepte per una revolta el 1761 contra el rei Naungdawgyi.
La part sud-est del que dou el districte fou escenari d'algunes operacions durant la primera Guerra Anglo-birmana de 1824-1826 i Shwegyin fou ocupada pels anglesos el 1825, però després evacuada. El territori complet va passar als britànics després de la segona Guerra Anglo-birmana, el 1853 quan fou ocupada per una columna procedent de Martaban, sense disparar ni un tret.

## Geografia
La població era de 34.957 habitants el 1855-1856. Inicialment el districte de Toungoo formà part de la divisió de Pegu i el districte de Shwegyin de la divisió de Tenasserim; el 1870 Toungoo fou transferit a la divisió de Tenasserim sota domini britànic amb una superfície de 16.457 km² i una població el 1881 de 128.848 habitants i tenia 835 pobles. Limitava al nord amb l'alta Birmània seguint el límit fixat el 1853, a l'est amb les muntanyes anomenades Great Watershed, al sud amb el districte de Shwe-gyin i a l'oest amb les muntanyes Pegu Yoma. la capital era Taung-ngu. La població era budista (94.000), cristians (18.000), hindús (12.600) i musulmans (2.000). La població era: birmans i arakanesos 83.500, karens 27.600, xans, 12.000, indis 1.600, tàmils 900, telugus 800, pa-os 700, mons 300, karennis 250, xinesos 137, bengalís 74, malayalams 19 i altres 35. L'única municipalitat era Taungoo. El township de Taungoo tenia el 1881 una població de 41.819 habitants i la seva capital, la ciutat de Taungoo, de 17.199 habitants.
El 1895 el districte de Shwegyin fou abolit i unit com a subdivisió al de Toungoo dins la divisió de Tenasserim a la Baixa Birmània. El 1901 el districte consta amb una superfície de 15.985 km² i la població als darrers cens (comptabilitzant la inclosa dins els límits de 1901) era: 136.816 (1872), 190.385 (1881), 211.784, (1891) i 279.315 (1901).
Les ciutats principals eren Toungoo, la capital, i Shwegyin, les dues municipalitats del districte. La major part dels habitants eren budistes (227.000) i hi havia 15000 animistes i 27000 cristians. Els parlants de birmà estaven prop del 70% i el 20% parlaven karen. Birmans eren uns 180.000 habitants, karens uns 67.000, xans uns 16.000, paós uns 2000 i mons uns 600. Hi havia també més de mil xinesos. El 70% de la població depenia de l'agricultura.
Administrativament estava dividit en 3 subdivisions i set townships: 
- Toungoo 
  - Yedashe
  - Toungoo
  - Leiktho
- Pyu 
  - Pyu
  - Tantabin
- Shwegyin
  - Kyaukkyi
  - Shwegyin

El 1905 el township de Pyu es va dividir en dos (restant ambdues a la subdivisió de Pyu): Pyu i Oktwin.
El township de Toungoo mesurava 764 km² i el 1901 tenia una poblaciño de 48.962 habitants; la capital era Toungoo amb 15.837 habitants, i hi havia 227 pobles.

## Arqueologia
- Ruïnes de l'antiga capital Dwayawadi, fundada el 1279, a uns 10 km a l'est de Toungoo.
- Ruïnes d'una antiga ciutat fundada el 1194 per Nandathuriya, gendre del rei Narapadisithu de Pagan, al nord del districte, a Swa.
- Ruïnes de Zeyawadi, fundada el 1550 per Bayin-naung, el gener de Tabinshweti, que després fou rei amb el nom de Sinbyumyashin (Els senyors de molts elefants blancs).